# محمد بركة
محمد بركة سياسي فلسطيني من عرب 48، رئيس لجنة المتابعة العليا للجماهير العربية في إسرائيل، عضو في الحزب الشيوعي الإسرائيلي وكان عضوا عربيا في الكنيست الإسرائيلي حتى 31 مارس 2015 ضمن كتلة الجبهة الديموقراطية للسلام والمساواة المكونة من الحزب الشيوعي الإسرائيلي وفئات يسارية أخرى.

## حياته
ولد محمد سعيد بركة في الخامس والعشرين من يوليو 1955 في مدينة شفاعمرو، لوالدين وعائلة مهجرة من قرية صفورية، الواقعة على الطريق بين شفاعمرو وبين مدينة الناصرة، التي لجأ اليها شطر آخر من العائلة الموسعة. انضم بركة في صباه وبجيل الرابعة عشرة في العام 1969 إلى صفوف الشبيبة الشيوعية في مدينته شفاعمرو، نشط في صفوفها ضمن النشاط الطلابي الثانوي، لينتقل من هناك إلى النشاط الطلابي الجامعي.
في العام 1976 كان يوم الارض حدث مؤسس في حياته السياسية فكان بين جماهير الشباب التي أعدت ليوم الأرض الأول، ضد سياسة مصادرة الأراضي العربية. واصبح مطلوبًا للسلطات بعد مشاركته في المظاهرة الجبارة التي أحاطت بمبنى بلدية شفاعمرو في 18 مارس 1976، حيث حاولت السلطات الإسرائيلية في هذا الاجتماع كسر قرار الإضراب من خلال الإيعاز لبعض رؤساء السلطات المحلية المتماثلين مع حزب العمل الصهيوني، بالاعتراض على قرار الإضراب، وفي نهاية الاجتماع صوت معظم الرؤساء بالموافقة على إلغاء الإضراب عدا عن 11 رئيسًا أصروا على موقفهم ورفضوا إلغاء الإضراب وهم: توفيق زياد (الناصرة)، محمد محاميد (أم الفحم)، أسعد كنانة (يافة الناصرة)، جمال طربيه (سخنين)، محمود كناعنة (عرابة)، حنا مويس (الرامة)، حسن خطبا (الرينة)، أمين عساقلة (المغار)، محمد زيدان (كفر مندا)، د. أحمد مصالحة (دبورية) ويونس نصار (طرعان). 
في هذه الواقعة احتشد مئات الشباب الغاضبين خارج مبنى بلدية شفاعمرو، وقاموا بالهتاف ضد السلطات الإسرائيلية وأعوانها، ومنعوهم من الخروج من المبنى الا بعد تدخل قوات الأمن الإسرائيلية التي اشتبكت مع الشبان واعتدت عليهم بالغاز المسيل للدموع، وسعت إلى اعتقال العديد ومن بينهم بركة، الا انه تمكن الهرب واللجوء لدى عائلات شيوعية رفيقة.

## نشاطه السياسي
انطلق الطالب الجامعي محمد بركة، بعد يوم الأرض، في العمل السياسي ليكون لاحقا واحدا من قادة الحركة الطلابية العربية الوطنية، وكان رئيسا للجنة الطلاب العرب في جامعة تل أبيب ومن ثم رئيسا لاتحاد الطلاب الجامعيين العرب.
في العام 1982 كان من المبادرين لإقامة اللجنة الشعبية لمناهضة الحرب على لبنان، وضمت قوى يهودية تقدمية، وبعد الدراسة الجامعية، كرّس نفسه للعمل السياسي، فعمل في صفوف الحزب الشيوعي والجبهة الديمقراطية، ففي العام 1983 عمل مُركزا لعمل الجبهة الديمقراطية إلى جانب المفكر والمؤرخ الفلسطيني الراحل الدكتور إميل توما، وأيضا مُركزا لعمل لجنة الدفاع عن الأراضي، إلى جانب أحد قادتها البارزين، الراحل صليبا خميس. وفي أوائل سنوات التسعين، تم انتخابه سكرتيرا للجبهة الديمقراطية للسلام والمساواة، وحتى العام 2002، بعد أن انتخبه مجلس الجبهة القطري رئيسا له، خلفا لرئيس المجلس الراحل المربي حسن بشارة، من قادة الجبهة في مدينة الطيرة. في العام 1999 انتخبه المجلس القطري للجبهة الديمقراطية للسلام والمساواة على رأس قائمة الجبهة للانتخابات البرلمانية، وحظي بهذه الثقة لثلاث دورات. في 15 أكتوبر/تشرين الأول 2016 تمّ انتخابه رئيسا للجنة المتابعة للجماهير العربية في الداخل.

## مناصب وعضوية هيئات شعبية وحزبية
رئيس لجنة الطلاب العرب - جامعة تل أبيب. رئيس الاتحاد القطري للطلاب الجامعين العرب، حركة الكامبوس اليهودية-العربية، مركز عمل لجنة الدفاع عن الأراضي العربية في إسرائيل، عضو إدارة معهد إميل توما للأبحاث، عضو مجلس المركز الدولي للسلام في الشرق الأوسط، سكرتير الجبهة الديمقراطية للسلام والمساواة، عضو المكتب السياسي للحزب الشيوعي ورئيس مجلس الجبهة الديمقراطية للسلام والمساواة، رئيس لجنة المتابعة للجماهير العربية الفلسطينية في الداخل